# Jenny Colgan

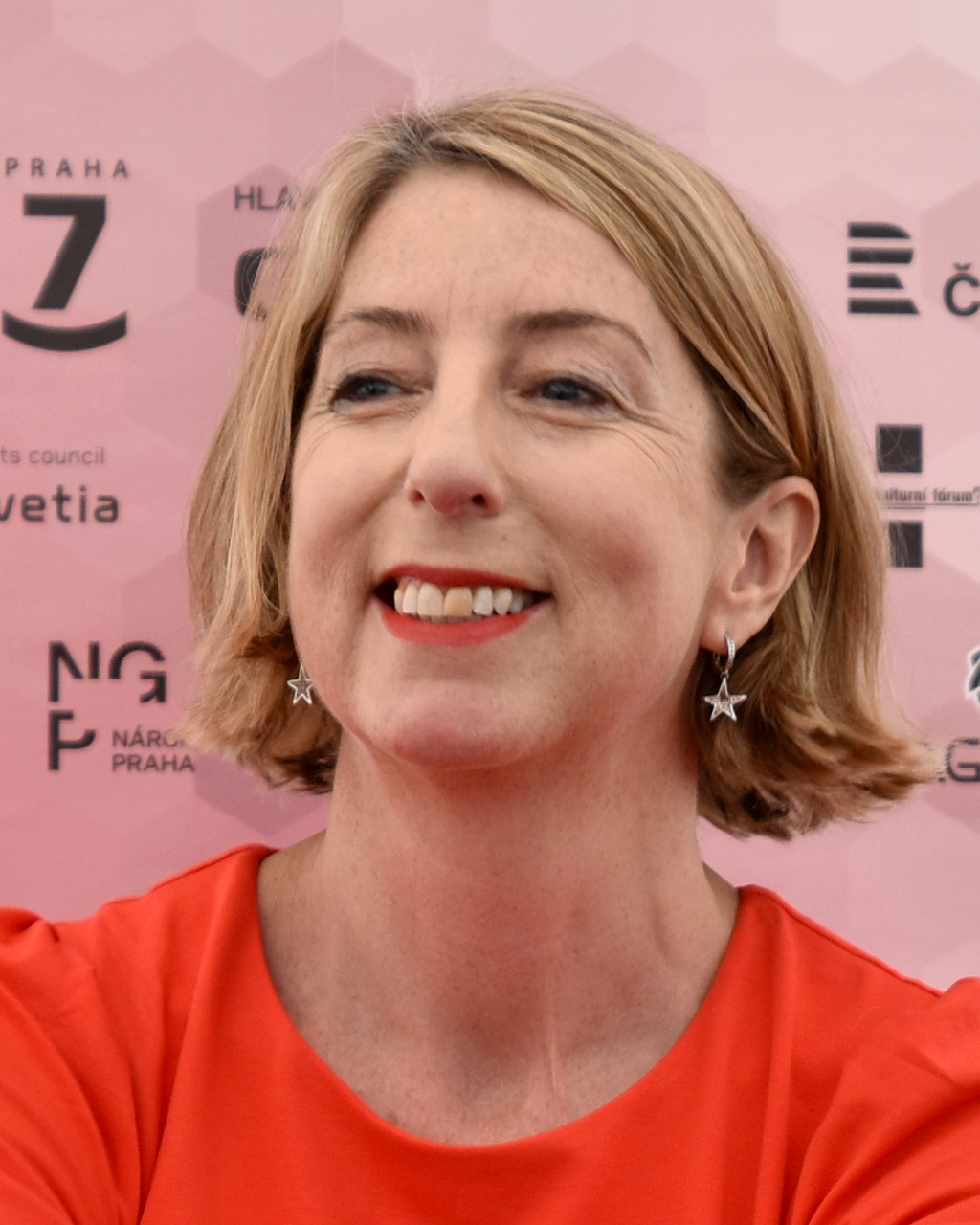
Jenny Colgan, 2024

Jenny Colgan (* 14. September 1972 in Prestwick) ist eine schottische Schriftstellerin, die auch unter dem Namen J.T. Colgan und dem Pseudonym Jane Beaton veröffentlicht hat. Ihre Bücher „Die kleine Bäckerei am Strandweg“ und „Die kleine Sommerküche am Meer“ standen über mehrere Wochen auf der Spiegel-Bestsellerliste.

## Leben
Nachdem Colgan an der University of Edinburgh studiert hatte, war sie sechs Jahre lang im Gesundheitswesen berufstätig, bis sie sich für die Karriere einer professionellen Schriftstellerin entschied. Sie ist verheiratet, hat drei Kinder und lebt mit ihrer Familie in Schottland.

## Karriere
Colgan veröffentlichte ihr erstes Buch Amanda's Wedding im Jahr 2000. Sie schrieb sowohl einzelne Romane, als auch Serien, bestehend aus mehreren einzelnen Bänden mit denselben Protagonisten. Ihre Werke werden der Belletristik zugeordnet. Besonders bekannt wurde Colgan durch ihre „Kleine-Bäckerei-Serie“ (Little Beach Bakery) und „Floras-Küche-Serie“ (Summer Seaside Kitchen). Charakteristisch für ihre Bücher sind die „liebevoll gezeichneten Charaktere“. Häufig werden ihre Romane um detaillierte Rezepte bereichert, die ein Nachkochen oder Nachbacken erlauben. Ihr internationaler Erfolg wurde folgendermaßen zusammengefasst: „Mit ihrem locker-leichten, flüssigen Stil und viel Charme hat sich die schottische Schriftstellerin schnell in die Herzen vieler LeserInnen auf der ganzen Welt geschrieben.“ Neben romantisch-humorvollen Romanen hat Colgan auch Kinderbücher und Science Fiction geschrieben. Zahlreiche ihrer Bücher wurden in andere Sprachen übersetzt; Verlage in Brasilien, Bulgarien, Dänemark, Deutschland, Estland, Finnland, Frankreich, Island, Israel, Kroatien, den Niederlanden, Norwegen, Portugal, Russland, Slowenien, Serbien, Tschechien, Ungarn und in der Ukraine veröffentlichen ihre Bücher.

## Auszeichnungen
Colgan gewann mehrfach von der britischen Romantic Novelists' Association ausgelobte Preise: Den Romantic Novel of the Year erhielt sie 2013 für Welcome the Rosie Hopkin's Sweetshop of Dreams und 2018 den Romantic Comic Novel of the Year für ihren Roman The Summer Seaside Kitchen. Für das Jahr 2021 war Colgans Buch Christmas at the Island Hotel für den Preis Romantic Comedy Novel of the Year nominiert.
2012 wurde Jenny Colgan der Melissa Nathan Award for Comedy Romance für ihr Buch Meet Me At the Cupcake Café verliehen.
2022 LovelyBooks Community Award Silber in der Kategorie Unterhaltung für Weihnachten in der kleinen Buchhandlung

## Veröffentlichungen als Jenny Colgan (Auswahl)

### Einzelromane
- Amanda's Wedding 2000
  - Amandas Hochzeit. Deutsch von Marieke Heimburger. Goldmann Verlag, München 2000, ISBN 3-442-54513-7.
- Talking to Addison 2000
  - Auf Rosen gebettet. Deutsch von Marieke Heimburger. Goldmann Verlag, München 2003, ISBN 3-442-45358-5.
- Looking for Andrew McCarthy 2001
- Sixteen Again 2004
- Do You Remember the First Time? 2004
  - Einmal Hochzeit und zurück. Deutsch von Stefanie Retterbush. Goldmann Verlag, München 2006, ISBN 3-442-46046-8.
- Where Have All the Boys Gone? 2005
  - No Sex in the City. Deutsch von Claudia Franz. Goldmann Verlag, München 2009, ISBN 978-3-442-47081-5.
- West End Girls 2006
- Operation Sunshine 2007
- Diamonds Are a Girl's Best Friend 2008
  - Prada, Party und Prosecco. Deutsch von Sonja Hagemann. Goldmann Verlag, München 2012, ISBN 978-3-442-47404-2.
- The Good, the Bad and the Dumped 2010
- The Loveliest Chocolate Shop in Paris 2013
- Working Wonders 2013

### Serie Little Beach Street Bakery
- The Little Beach Street Bakery 2014
  - Die kleine Bäckerei am Strandweg. Deutsch von Sonja Hagemann. Piper Verlag, München 2018, ISBN 978-3-492-31242-4.
- Summer at Little Beach Street Bakery 2015
  - Sommer in der kleinen Bäckerei am Strandweg. Deutsch von Sonja Hagemann. Piper Verlag, München 2017, ISBN 978-3-492-97674-9.
- Christmas at Little Beach Street Bakery 2016
  - Weihnachten in der kleinen Bäckerei am Strandweg. Deutsch von Sonja Hagemann. Piper Verlag, München 2017, ISBN 978-3-492-31153-3.
- Sunrise by the Sea 2021
  - Ein neuer Sommer in der kleinen Bäckerei. Deutsch von Sonja Hagemann. Piper Verlag, München 2020, ISBN 978-3-492-31808-2.

### Serie Scottish Bookshop
- The Bookshop on the Corner 2016 oder The Little Shop Of Happy Ever After
  - Wo das Glück zu Hause ist. Deutsch von Sonja Hagemann. Piper Verlag München 2018, ISBN 978-3-492-31634-7.
- The Bookshop on the Shore 2019
  - Wo dich das Leben anlächelt. Deutsch von Sonja Hagemann. Piper Verlag München 2020, ISBN 978-3-492-31661-3.
- The Christmas Bookshop 2021
  - Weihnachten in der kleinen Buchhandlung. Deutsch von Sonja Hagemann. Piper Verlag, München 2022, ISBN 978-3-492-31821-1.
- 500 Miles from you. London 2020, ISBN 978-0-7515-7202-5.
  - Wo Geschichten neu beginnen. Deutsch von Sonja Hagemann. Piper Verlag, München 2021, ISBN 978-3-492-31662-0.
- Midnight at the Christmas Bookshop, 2023
  - Winterträume in der kleinen Buchhandlung. Deutsch von Sonja Hagemann. Piper Verlag, München 2023, ISBN 978-3-492-31912-6.

### Serie Summer Seaside Kitchen
- A Very Distant Shore 2017
  - Begegnungen in der kleinen Sommerküche am Meer. Deutsch von Sonja Hagemann. Piper Verlag, München 2019, ISBN 978-3-492-50281-8.
- The Café by the Sea 2016, als Taschenbuch auch The Summer Seaside Kitchen 2017
  - Die kleine Sommerküche am Meer. Deutsch von Sonja Hagemann. Piper Verlag, München 2018, ISBN 978-3-492-31323-0.
- The Endless Beach 2018
  - Hochzeit in der kleinen Sommerküche am Meer. Deutsch von Sonja Hagemann. Piper Verlag, München 2019, ISBN 978-3-492-31363-6.
- Christmas on the Island 2018
- Christmas at the Island Hotel 2021
  - Weihnachten im kleinen Inselhotel. Deutsch von Sonja Hagemann. Piper Verlag, München 2021, ISBN 978-3-492-31807-5.
- An Island Wedding 2022
  - Hochzeitsglocken auf der kleinen Insel. Deutsch von Sonja Hagemann. Piper Verlag, München 2023, ISBN 978-3-492-31910-2.